# 金琥
金鯱（學名：Echinocactus grusonii），又稱象牙球、金鯱仙人球，是強刺球類仙人掌的代表，原產墨西哥中部聖路易波托西至伊達爾戈乾燥炎熱的沙漠地帶。金鯱雖然在觀賞植物市場中很普遍，但野生的金鯱卻是瀕危的稀有植物。
本種是仙人掌類中最具魅力的一類植物。它擁有渾圓碧綠的球體及鋼硬的金黃色硬刺。球體的直徑可達1米左右，球體頂部密生一圈金黃色的絨毛。金鯱頂部有21-27個棱脊高聳的直棱(一般仙人球只有棱12-14個)。棱上整齊地排列著較大的刺座。在刺座上密生金黃色輻射狀刺8-l0枚，強硬稍彎的金黃色中刺3-4枚。據有關資料，金鯱的壽命很長，可活上百年。

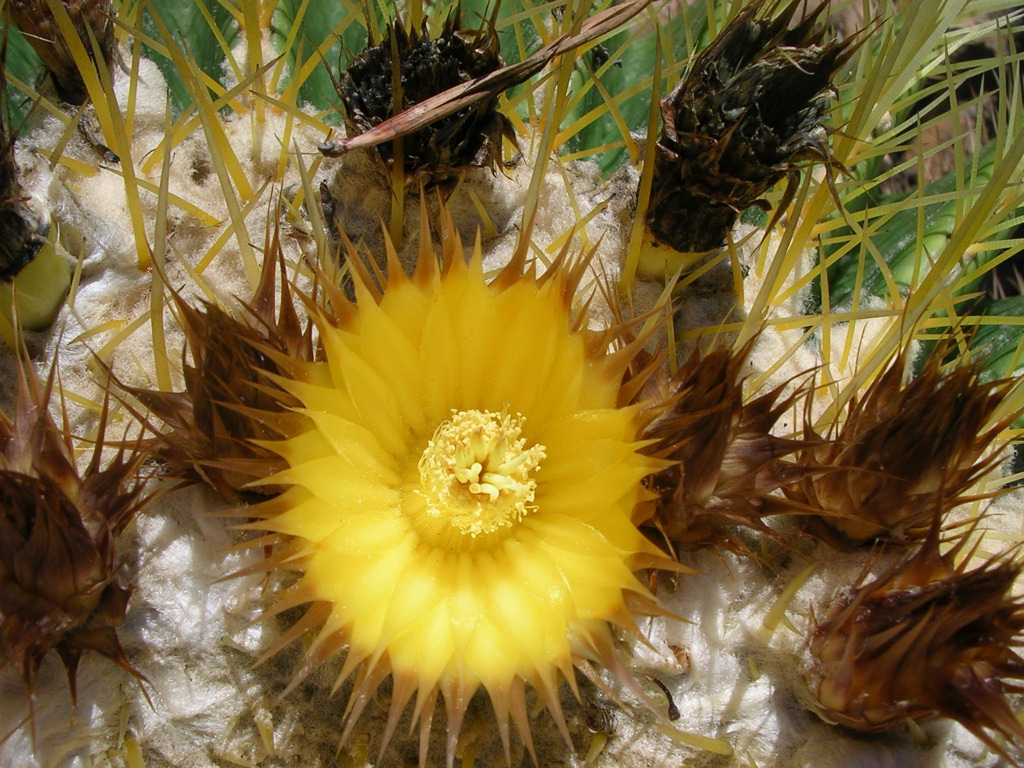
金鯱的花

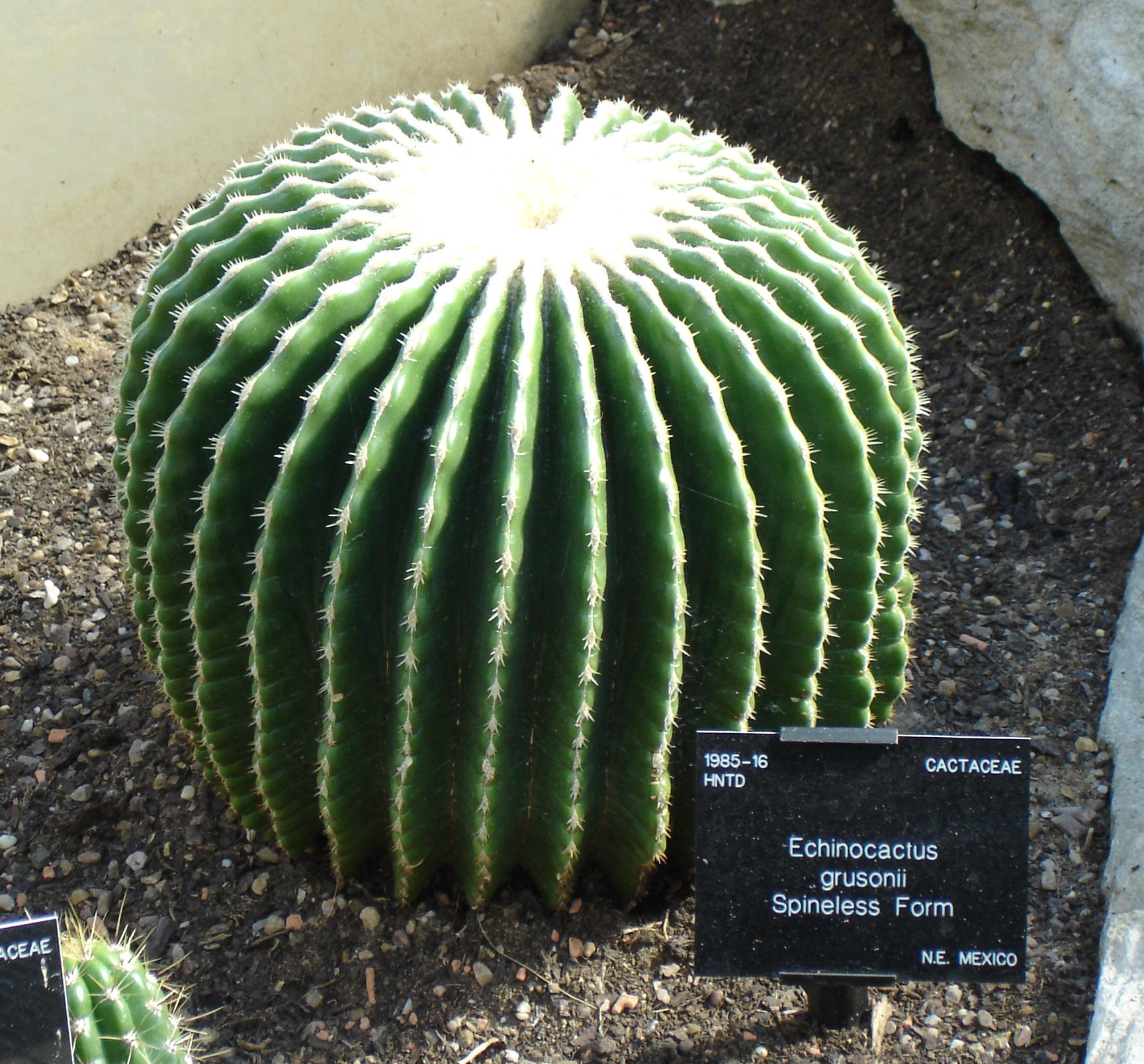
无刺的金鯱仙人球

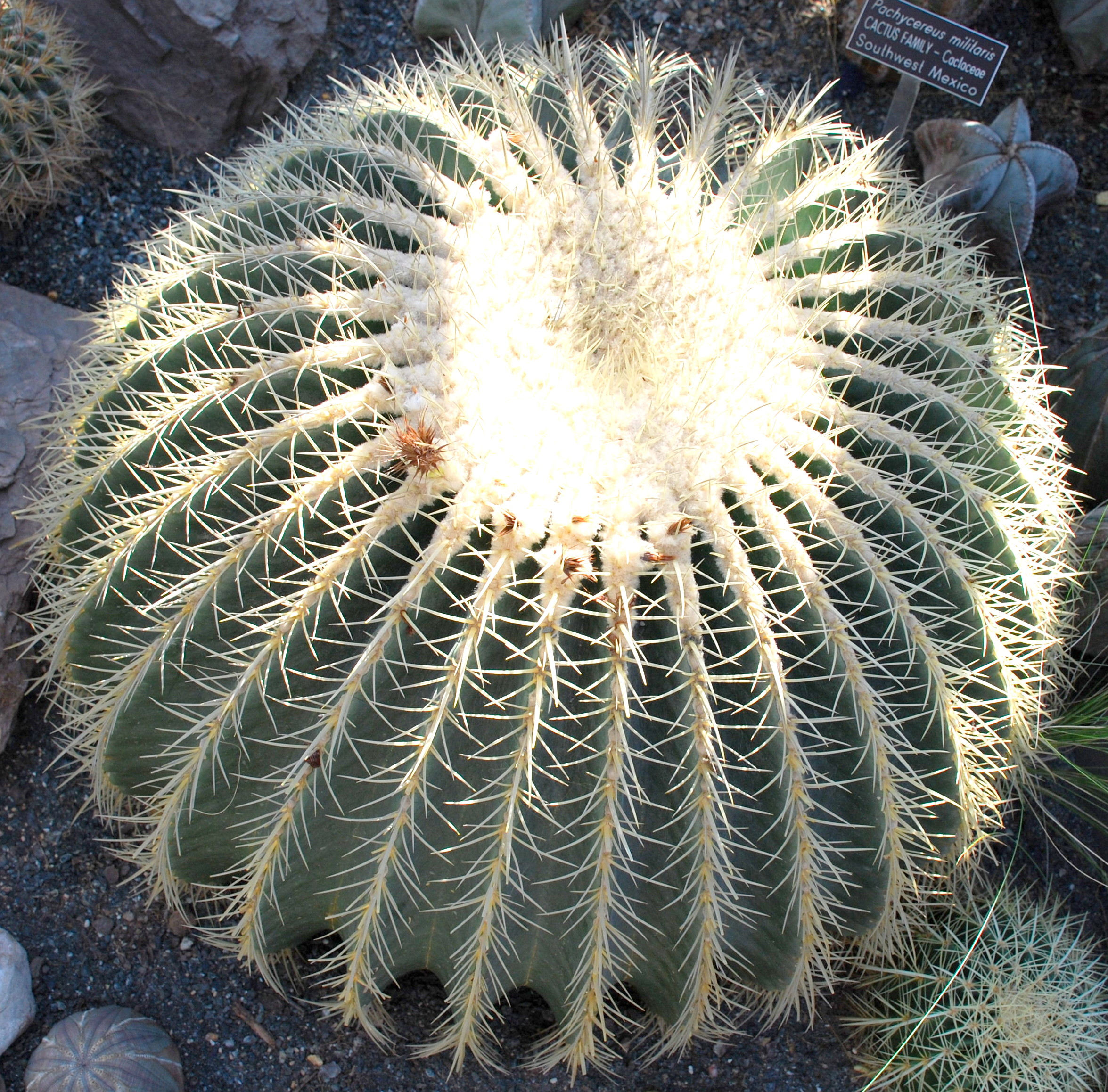
金鯱仙人球

成年植物每年4-11月之間從球體頂部綿毛叢中綻放出金黃色或粉紅色的鐘形大花；花後結毛絨絨的果實。
金鯱的栽培變種有：
- 白刺金鯱：為金鯱的白色刺變種，刺葉雪白，比原種珍貴
- 狂刺金鯱：為金鯱的曲刺變種，中刺較原種寬大
- 短刺金鯱：為金鯱的短刺變種，刺葉為不顯眼的短小鈍刺，屬珍貴的稀有品種。